# Jan Iluk
Jan Iluk (ur. 24 czerwca 1947) – polski historyk, badacz dziejów imperium rzymskiego i antyku chrześcijańskiego, tłumacz tekstów starochrześcijańskich. Profesor zwyczajny.

## Życiorys
W latach 1970–1990 członek PZPR, w tym I sekretarz Komitetu Uczelnianego na Uniwersytecie Gdańskim. Był pierwszym przewodniczącym SdRP w Gdańsku.
Do 2017 kierownik Zakładu Historii Starożytnej Wydziału Historycznego Uniwersytetu Gdańskiego. Członek Komisji Bizantynologicznej Komitetu Badań o Kulturze Antycznej PAN.
W wyborach parlamentarnych w 1991 z listy SLD kandydował do Sejmu, a w 2005 startował do Senatu z listy Partii Demokratycznej - demokraci.pl. 
W 1999 przez Prezydenta RP Aleksandra Kwaśniewskiego odznaczony Złotym Krzyżem Zasługi.

## Wybrane publikacje
- Grzywny sepulkralne w italskich epitafiach z okresu Cesarstwa Rzymskiego, Gdańsk: Wydawnictwo Uniwersytetu Gdańskiego 1985
- Ekonomiczne i polityczne aspekty cyrkulacji złota w późnym Cesarstwie Rzymskim, Gdańsk: Wydawnictwo Uniwersytetu Gdańskiego 1988.
- (współautor: Władysław Pałubicki) Małżeństwo i rodzina w dawnym judaizmie i starożytnym chrześcijaństwie, Gdańsk: Wydawnictwo Uniwersytetu Gdańskiego 1995.
- (współautor:Anna Paner) Na tabliczce, papirusie i pergaminie : źródła historyczne dla uczniów szkoły średniej : starożytność, średniowiecze, Koszalin: "Miscellanea" 1997.
- (redakcja) Protestantyzm i protestanci na Pomorzu, pod red. Jana Iluka, Danuty Mariańskiej, Gdańsk - Koszalin: "Miscellanea" 1997.
- (redakcja) Mapy Wileńszczyzny, Cz. 1: Powiat oszmiański i święciański (1937 r.), red. nauk. Jan Iluk, Józef Włodarski, Gdańsk: "Marpress" 2001.
- (redakcja) Mapy Wileńszczyzny, Cz. 2: Powiat postawski i wilejski (1937 r.), red. nauk. Jan Iluk, Józef Włodarski, Gdańsk: "Marpress" 2002.
- (redakcja) Mapy Wileńszczyzny, Cz. 3: Powiat brasławski i dziśnieński (1937 r.), red. nauk. Jan Iluk, Józef Włodarski, Gdańsk: "Marpress" 2002.
- (redakcja) Mapy Wileńszczyzny, Cz. 4: Powiat wileński (grodzki) i wileńsko-trocki (1937 r.), red. nauk. Jan Iluk, Józef Włodarski, Gdańsk: "Marpress" 2002.
- (redakcja) Mapy Wileńszczyzny, Cz. 5: Powiaty pozawileńskie oraz indeks nazw geograficznych do map części I-V, red. nauk. Jan Iluk, Józef Włodarski, Gdańsk: "Marpress" 2003.
- Żydowska politeja i Kościół w imperium rzymskim u schyłku antyku, t. 1: Jana Chryzostoma kapłana Antiochii mowy przeciwko judaizantom i Żydom, Gdańsk: Wydawnictwo Uniwersytetu Gdańskiego 2006.
- św. Jan Chryzostom, Mowy przeciwko judaizantom i Żydom ; Przeciwko Żydom i Hellenom, przeł. i oprac. Jan Iluk, Kraków: Wydawnictwo WAM 2007.
- (przekład i redakcja) Jan Chryzostom, Komentarz do Listu św. Pawła do Galatów, przeł. i oprac. Jan Iluk ; Grzegorz Szamocki, Wprowadzenie do Listu św. Pawła do Galatów; Jan Iluk, Chryzostomowy koment. do Listu św. Pawła do Galatów, Kraków: Wydawnictwo WAM 2008.
- Żydowska politeja i Kościół w imperium rzymskim u schyłku antyku, t. 2: Żydowska antyewangelia, antyczna tradycja i nowożytne trwanie, Gdańsk: Wydawnictwo Uniwersytetu Gdańskiego 2010.
- Amendes sépulcrales dans les épitaphes de l'époque de l'Empire romain, przeł. na jęz. fr. i red. Alicja Koziej, Gdańsk: Wydawnictwo Uniwersytetu Gdańskiego 2013.